# مارکارید
مارکارید (به سوئدی: Markaryd) یک منطقهٔ مسکونی در سوئد است که در بخش مارکارید واقع شده‌است. مارکارید ۴٫۹۰ کیلومتر مربع مساحت و ۳٬۹۶۶ نفر جمعیت دارد.